# Nalssiga joh-eumyeon chaj-agagess-eo-yo
Nalssiga joh-eumyeon chaj-agagess-eo-yo (날씨가 좋으면 찾아가겠어요?; lett. "Quando è bel tempo, verrò da te", titolo internazionale When the Weather Is Fine) è un drama coreano trasmesso su JTBC dal 24 febbraio al 21 aprile 2020.

## Trama
Dopo una serie di sfortunati eventi, la violoncellista Mok Hae-won lascia il suo lavoro a Seul e torna al villaggio di Bookhyun, nella provincia di Gangwon, dove ha vissuto brevemente quando era al liceo. Lì, incontra di nuovo il suo ex compagno di classe e vicino, Im Eun-seob, che ora possiede una libreria. Nel corso dell'inverno, cercando di sfuggire alla dura e amara realtà della vita, trovano conforto l'uno nell'altra, guariscono dalle loro ferite passate e alla fine si innamorano.

## Personaggi
- Im Eun-seob/Kim Jin-ho, interpretato da Seo Kang-joon
- Mok Hae-won, interpretata da Park Min-young